# John J. Ray III
John J. Ray III (nacido en 1959) es un abogado y profesional de la insolvencia estadounidense. Se especializa en recuperar fondos de corporaciones fallidas. Fue nombrado director ejecutivo de la empresa de intercambio de criptomonedas FTX después de su colapso en noviembre de 2022. Anteriormente se desempeñó como presidente de Enron Creditors Recovery Corp., una empresa encargada de recuperar los fondos de los acreedores de Enron a raíz de su escándalo contable y posterior colapso. También trabajó en las quiebras de Nortel, Residential Capital y Overseas Shipholding.

## Primeros años y educación
Ray creció en Pittsfield, Massachusetts. Es hijo del plomero sindical John J. Ray Jr. y su esposa Florence. Se graduó de la Universidad de Massachusetts Amherst y de la Universidad Drake.

## Carrera
Desde 1998 hasta 2002, Ray fue director administrativo y consejero general de Fruit of the Loom después de que la empresa se declarara en bancarrota conforme al capítulo 11 en 1999. Después de que Enron entró en bancarrota del capítulo 11 en 2001, Ray fue nombrado presidente de la compañía reorganizada que recuperó dinero para los acreedores. Ocupó ese cargo de 2004 a 2009. Bajo el liderazgo de Ray, la empresa devolvió $828,9 millones a sus acreedores, lo que, según Ray, era casi 52 centavos por dólar.
A partir de 2010, Ray fue el principal funcionario de la empresa canadiense de telecomunicaciones en quiebra Nortel. En 2014, Ray fue nombrado miembro independiente de la junta directiva de GT Advanced Technologies.
En 2016, Ray administró un fideicomiso que liquidó los activos de la importante empresa de servicios hipotecarios de alto riesgo Residential Capital.
Cuando la empresa de criptomonedas FTX se declaró en bancarrota conforme al Capítulo 11 el 11 de noviembre de 2022, Ray fue designado para suceder a Sam Bankman-Fried como director ejecutivo de la empresa. Seis días después, en una presentación ante el Tribunal de Quiebras de los Estados Unidos para el Distrito de Delaware, Ray afirmó que en más de 40 años de su experiencia en el manejo de insolvencias, nunca se había encontrado con «una falla tan completa de los controles corporativos y una falla tan completa". ausencia de información financiera fidedigna como ocurrió aquí». Además, afirmó que FTX estaba dirigido por «un grupo muy pequeño de personas sin experiencia, poco sofisticadas y potencialmente comprometidas».
De acuerdo con las revelaciones judiciales de FTX, la compañía le paga a Ray $1,300 por hora y una tarifa de retención de $ 200 000.